# Geijutsu Eigasha

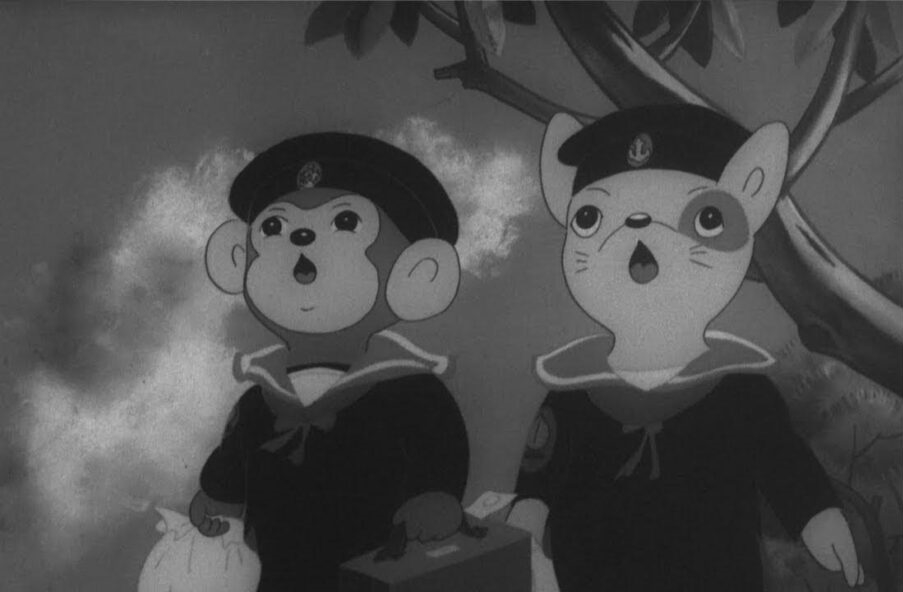
Capture d'écran du film de propagande Momotaro, le divin soldat de la mer (1945), premier long métrage d'animation japonais.

Geijutsu Eigasha est un studio d'animation japonaise créé en 1938. Son réalisateur fétiche était Mitsuyo Seo, un ancien assistant du célèbre Kenzo Masaoka. La majorité de ses productions furent des films de propagande réalisés pendant la Seconde Guerre mondiale, dont notamment Momotarō no Umiwashi (桃太郎の海鷲) en 1945. Ce film de trente-sept minutes fut la plus longue œuvre produite à l'époque, ainsi que la plus aboutie.

## Voir
- Histoire des anime